# Isuzu
Isuzu Motors Ltd (яп. いすゞ自動車株式会社, Ісудзу Дзідо: ся Кабусікігайся) (TYO: 7202
) — перша японська автомобілебудівна компанія. Штаб-квартира — в Токіо (район Мінато).
Заснована в 1916 році. Назву Isuzu дано на честь однієї з річок Японії.

## Власники та керівництво
Найбільші власники звичайних акцій компанії — Japan Trustee Services Bank (13,89 %), The Master Trust Bank of Japan (8,9%), General Motors (7,9%), Toyota (5,9%).

## Основні виробники

### У Японії
- Японія Isuzu Motors Ltd.[2] Штаб-квартира розташована в районі Мінато міста Токіо. Основні структурні підрозділи компанії розташовані в м. Фудзісава, префектура Канаґава. Заводи в: 
  - м. Фудзісава, префектура Канаґава;
  - м. Тотіґі, префектура Тотіґі (двигуни та складові частини).

### За кордоном
- США Isuzu Motors America LLC. Штаб-квартира розташована в м. Віттьєр, штат Каліфорнія. Заводи в:
  - м. Віттьєр, штат Каліфорнія;
  - м. Саутфілд, штат Мічиган.
- США Isuzu Technical Center of America Inc. Центр розташований у м. Лафайєт, штат Індіана.
- Туніс Industries maghrébins Mécaniques. Штаб-квартира та завод розташовані в м. Кайруан, вілаєт Кайруан.
- КНР Jiangling-Isuzu Motors (Jiangling Motors Corporation Limited — JMC). Штаб-квартира та завод розташовані в м. Наньчан, пров. Цзянсі.
- КНР Qingling Motors Group Co Ltd (Qingling Motors Co Ltd). Штаб-квартира та завод розташовані в м. Чунцін.
- КНР Guangzhou Isuzu Bus Co Ltd. Штаб-квартира та завод розташовані в м. Гуанчжоу провінція Ґуандун.
- Індія SML Isuzu Limited. Штаб-квартира та завод розташовані в м. Рупнаґар, штат Пенджаб.
- Таїланд Isuzu HICOM Malaysia Sdn. Bhd. Штаб-квартира та завод розташовані в м. Самрон, р-н Пра Прадайон, провінція Самутпракан.
- Туреччина Anadolu Isuzu Otomotiv San.A.S. Штаб-квартира та завод розташовані в м. Стамбул (район Картал).
- Філіппіни Isuzu Philippines Corporation. Штаб-квартира та завод розташовані в м. Біньян, провінція Лагуна.
- Малайзія Isuzu HICOM Malaysia Sdn. Bhd. Штаб-квартира та завод розташовані в м. Пекан, штат Паханг.
- В'єтнам Isuzu Vietnam Co Ltd. Штаб-квартира розташована в м. Хошимін.
- Тайвань Taiwan Isuzu Motors Co Ltd. Штаб-квартира розташована у м. Чун-Сянь.
- Саудівська Аравія Isuzu Motors Saudi Arabia Company. Штаб-квартира та завод розташовані в м. Ель-Хубар, провінція Еш-Шаркійя.

## Діяльність

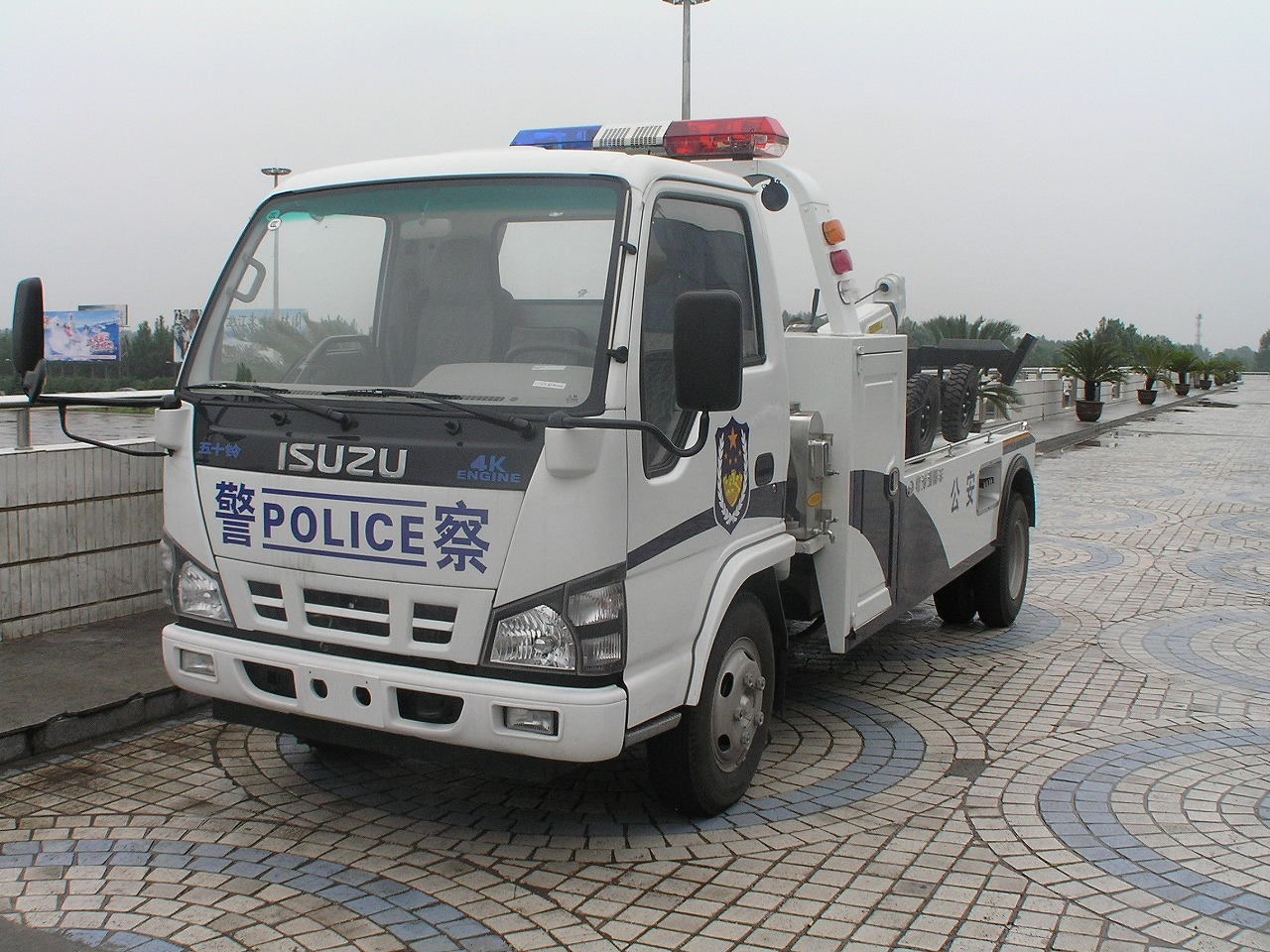
Популярний в Україні Isuzu NQR 71

Isuzu Motors — один із найбільших у світі виробників вантажівок, позашляховиків і автобусів, що випускаються під маркою «Ісудзу». Також компанія відома своїми дизельними двигунами (зокрема для великої лінійки автомобілів GM). Основне виробництво розташоване в Японії. Окрім Японії, автомобілі збираються також у В'єтнамі, на Філіппінах, у Таїланді, США, в Росії і Казахстані.
Виручка за 2005 фінансовий рік — $ 13880000000, чистий прибуток — $ 558 млн. Обсяг виробництва в 2007 році становив 628 800 автомобілів.

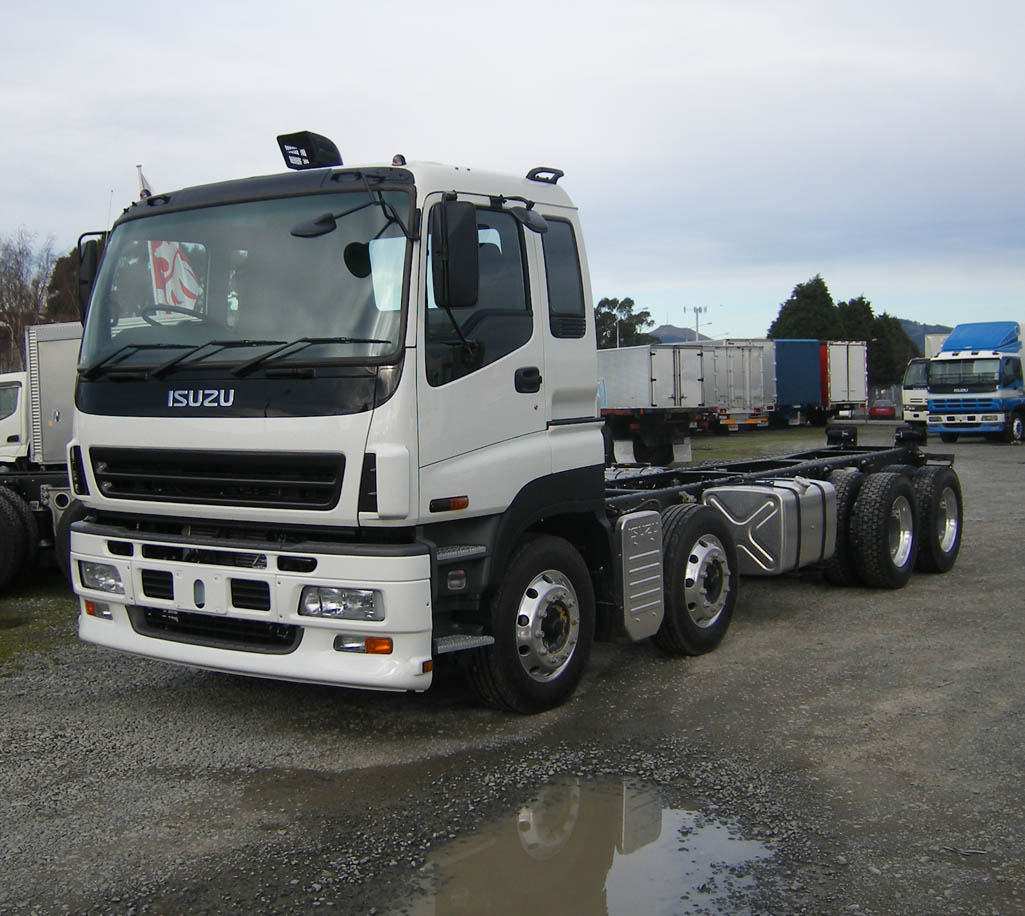
Isuzu C-серії

### Isuzu в Україні
Офіційним дистриб'ютором Isuzu Motors Limited в Україні є ТОВ «Комтранскомплект». На базі двигунів та ходової частини цієї фірми складаються відомі українські автобуси ATAMAN.

### Isuzu в Росії
У середині 2007 року Isuzu зареєструвала спільне підприємство з «Северсталь-Авто» (нині Sollers), предметом якого було будівництво в Єлабузі (Татарстан) заводу з випуску вантажівок потужністю 25 тис. автомобілів на рік. На підприємстві мала випускатися вся комерційна модельна лінійка Isuzu, а також автобуси; інвестиції в проєкт мали становити $ 13,7 млн. Планувалося, що завод розпочне роботу в першій половині 2008 року.

### Isuzu в Узбекистані
У січні 2007 року між ТОВ «СамАвто» і «Isuzu Motors» було підписано угоду про технічне сприяння. Відповідно до неї, на заводі був налагоджений випуск двох моделей автобусів — міського та приміського типу, а також трьох моделей вантажних автомобілів. За 10 місяців на Самаркандському автозаводі було вироблено понад 1000 автомобілів «Isuzu».